# Deutscher Freidenker-Verband
Der Deutsche Freidenker-Verband e. V. (DFV) ist eine Weltanschauungsgemeinschaft eines Teiles deutscher Freidenker.
Der DFV versteht sich als Vertreter nichtreligiöser Menschen. Der Verein hatte 2005 bei einer überalterten Mitgliederstruktur etwa 3000 Mitglieder.

## Geschichte
Der erste Verband auf Länderebene war der am 24. Dezember 1945 in Hamburg der gegründete Deutsche Freidenker-Verband (DFV). 1951 wurde der DFV auf Bundesebene in Braunschweig neu gegründet, nachdem der emigrierte ehemalige Generalsekretär Hermann Graul aus dem Exil zurückgekehrt war. Seit 1952 ist der DFV Mitglied der Weltunion der Freidenker mit Sitz in Paris.
In der DDR wurde der Verband der Freidenker (VdF) am 7. Juni 1989 von 400 Delegierten am Sitz der Akademie der Künste gegründet, die entsprechende Gründung war vom Ministerium für Staatssicherheit angeregt und im SED-Politbüro vorbereitet worden. Unter anderem war Erich Honecker Mitglied. Nach der Wende erfolgte 1991 eine Fusion der beiden Verbände.

## Weltliche Riten
Der DFV bietet Anleitung und Unterstützung bei der Gestaltung weltlicher Zeremonien und Riten zu Geburt, Erwachsenwerden, Heirat und Bestattung wie z. B. bei der Namensweihe, der Schulentlassungsfeier (später Jugendweihe oder Jugendfeier), Lebensbundfeier und Feuerbestattungen.

## Publikationen
Viermal im Jahr erscheint das Magazin Freidenker mit 50 und 65 Seiten im DIN-A5-Format, außerdem einige Spezialausgaben. Einzelne Artikel ab der Ausgabe 1/2007 sind im Internet verfügbar.